# Pedro de Salazar Gutiérrez de Toledo
Pedro de Salazar Gutiérrez de Toledo (né en 1630 à Malaga, en Espagne et mort le 15 août 1708 à Cordoue) est un cardinal espagnol du XVIIe siècle et du début du XVIIIe siècle. Il est membre de l'ordre des mercédaires.

## Biographie
Pedro de Salazar Gutiérrez de Toledo est lecteur de philosophie et de théologie de son ordre et maître général de son ordre. Il est nommé évêque de Salamanque en 1681. 
Le pape Innocent XI le crée cardinal le 2 septembre 1686 et le cardinal Salazar est transféré au diocèse de Cordoue. Il est nommé ambassadeur de l'Espagne auprès du Saint-Siège, mais il n'occupe jamais ce poste parce que son prédécesseur garde la position.
Salazar ne participe pas au conclave de 1689, lors duquel Alexandre VIII est élu pape, ni à ceux de 1691 (élection d'Innocent XII) et de 1700 (élection de Clément XI).

### Sources
- Fiche du cardinal Pedro de Salazar Gutiérrez de Toledo sur le site fiu.edu